# Leptactina laurentiana
Leptactina laurentiana là một loài thực vật có hoa trong họ Thiến thảo. Loài này được Dewèvre mô tả khoa học đầu tiên năm 1895.